# Synagoga Hersza Lipsztejna i Bernsztejna Codyka w Łodzi
Synagoga Hersza Lipsztejna i Bernsztejna Codyka w Łodzi – prywatny dom modlitwy znajdujący się w Łodzi przy ulicy Południowej 25, obecnie ulica Rewolucji 1905 roku.
Synagoga została zbudowana w 1895 roku z inicjatywy Hersza Lipsztejna i Bernsztejna Codyka. Mogła ona pomieścić 30 osób. Podczas II wojny światowej hitlerowcy zdewastowali synagogę.